# Sulaimanbergen
Sulaimanbergen är en bergskedja i norra Baluchistan i Pakistan och angränsande provinser i Afghanistan. Den är den östligaste utlöparen från Hindukush och utgör gränsen mellan det iranska höglandet och den indiska halvön. Kedjans högsta topp är berget Takht-e-Sulaiman som når 3 443 meter över havet.
Sulaimanbergen och högplatån väst och sydväst därom bildar en naturlig barriär mot de fuktiga vindarna från Indiska oceanen och skapar torra förhållanden från södra Afghanistan och norrut. Kontrasten är det relativt platta och lågt liggande deltat runt Indus i öst och syd. Det frodiga deltat översvämnas ofta och är mestadels obrukad vildmark.

## Bergstoppar
- Takht-e-Sulaiman, 3 487 m
- Kaisargarh, 3 444 m
- Takatu
- Giandari, 1 250 m